# Mur (Novi Pazar)
Mur (Servisch cyrillisch Мур) is een plaats in de Servische gemeente Novi Pazar. De plaats telt 3407 inwoners (2002).